# Helmut H. Schulz
Helmut Hermann Schulz (Berlín, 26 de abril de 1931) es un escritor alemán.

## Vida
Después de terminar la educación secundaria trabajó en las artes gráficas. A mediados de la década de 1950 publicó artículos y pequeños relatos en revistas y periódicos de la escena literaria de la República Democrática Alemana (RDA). Desde 1962 fue colaborador en distintos medios escritos, entre ellos el Junge Kunst, Das Magazin y Forum. Entre 1968 y 1970 trabajó como asesor artístico en Rundfunk der DDR, y entre 1970 y 1974 fue secretario de redacción del Forum.
A partir de 1974 empezó a vivir como escritor independiente. En 1978 ingresó en la Schriftstellerverband der DDR, que abandonó después de la reunificación de Alemania. Reside en Berlín.

## Obra
Escribió numerosas novelas, relatos, piezas para radio y reportajes. Su relato Meschkas Enkel fue adaptado para la radio en 1979, y en 1981 se realizó una versión para la televisión dirigida por Klaus Gendries. Su obra Der Sündenfall fue adaptada al cine en el año 1990 por la Deutsche Film AG bajo la dirección de Helmut Dziuba, con el título Verbotene Liebe. Su novela Jahre mit Camilla fue traducida al checo en 1979, y Das Erbe el eslovaco en 1984. Por esta última novela recibió el premio Heinrich Mann en 1983. Después de la reunificación solo pudo editar en pequeñas editoriales.

## Reconocimientos
- 1983 Premio Heinrich Mann
- 1992 Ehrengabe der Deutschen Schillerstiftung

## Obra
- Der Fremde und das Dorf. Erzählung (1964)
- Jahre mit Camilla. Roman (1969)
- Abschied vom Kietz (1972)
- Der Springer (1976)
- Alltag im Paradies. Erzählungen (1977)
- Spätsommer. Zwei Erzählungen (1979)
- Das Erbe. Roman einer Familie (1981)
- Dame in Weiß. Roman (1982)
- Meschkas Enkel. Drei Erzählungen (1982)
- Dedičstvo. Rodinný román (1984)
- Stunde nach Zwölf. Erzählungen (1985)
- Der Sündenfall. Zwei Erzählungen (1988)
- Zeit ohne Ende. Drei Berichte über eine Jugend (1988)
- Götterdämmerung. Erzählung (1990)
- Das Ende der "Clara" (1995)
- Briefe aus dem Grand Hotel vom 4. November zum 18. März. Eine Evidenz aus Zeitung und Fernsehen (1995)
- Die blaue Barriere. Roman aus dem Fischland (1995)
- Glanz und Elend der Friedrich Wilhelms. Hofberichte (1996)
- Die Kaiserin Augusta. Ihre Ehe mit Wilhelm I. (1996)
- Die Vergessenen (1999)
- Der Hades der Erwählten. Eine deutsche Biographie (2001)
- Friedrich Nicolai, Biografische Notizen (2013)
- Täter und Opfer, Funktionärsschicksale aus den Kindertagen der DDR (2013)
- Perfekte Verbrechen ohne Verfolgung (2013)
- Berichte von der Reichstagstribüne (2013)